# The Escape of the Seven
The Escape of the Seven (en hangul, 7인의 탈출; en hanja, 7인의 脫出; romanización revisada, 7in-ui talchul; literalmente, «7 personas escapan») es una serie de televisión surcoreana dirigida por Joo Dong-min y protagonizada por Um Ki-joon, Hwang Jung-eum, Lee Joon, Lee Yoo-bi, Shin Eun-kyung, Yoon Jong-hoon y Cho Yoon-hee. Su primera temporada se emitió desde el 15 de septiembre hasta el 17 de noviembre de 2023, por el canal SBS, y la segunda temporada entre el 29 de marzo y el 18 de mayo de 2024. Las dos temporadas se emitieron en horario de viernes y sábado a las 22:00 (hora local coreana). También está disponible en las plataforma audiovisuales Wavve y Coupang Play, en Corea del Sur, y Viu y Viki en otros países del mundo.

## Sinopsis
La serie gira en torno al caso de una niña desaparecida, en el que están involucradas siete personas, en una trama de mentiras y deseos, y el sangriento castigo que le sigue. Es un drama de venganza con los villanos como protagonistas.

## Reparto

### Principal
- Um Ki-joon como Matthew Lee, director ejecutivo de la compañía de plataformas móviles más grande de Corea del Sur; es una figura misteriosa detrás de un velo, por lo que pocas personas saben la verdad que emerge sobre él después de verse envuelto en un extraño incidente.[1]
- Hwang Jung-eum como Geum Ra-hee, la directora general de una productora de teatro, hábil y agresiva en su trabajo. Ra-hee valora sobre todo el dinero y el éxito en su vida, y hará cualquier cosa para lograrlo. Para recibir una gran herencia, intenta encontrar a su hija, a la que abandonó quince años atrás.[1][7][8]
- Lee Joon como Min Do-hyuk, un antiguo gánster. No tiene un sueño o esperanza para su vida. Si confía en alguien una vez, confiará en él para siempre. Debido a esto, su vida está llena de una serie de traiciones.[9][10]
- Lee Yoo-bi como Han Mo-ne, una joven que quiere convertirse en ídolo y a la que sus amigos admiran. Parece tener una vida perfecta con su belleza deslumbrante, una familia adinerada y un talento excepcional, pero su vida comienza a salirse de control repentinamente debido a una mentira sobre su punto débil.[11]
- Shin Eun-kyung como Cha Joo-ran, una ginecóloga que esta casada con un hombre mucho mayor que ella; siendo un hombre muy rico, y Joo-ran ama el dinero que tiene.[1][12]
- Yoon Jong-hoon como Yang Jin-mo, el director ejecutivo de Cherry Entertainment. Por lo general, es amable, pero una vez que explota su ira, nadie lo detiene. Es extremadamente codicioso y hará cualquier cosa con fines de lucro.[1][13]
- Cho Yoon-hee como Ko Myung-ji, profesora de arte en la escuela, que suele guiar a los estudiantes, pero al mismo tiempo también tiene un corazón oscuro. Para ocultar su vergüenza y proteger su honor y sus secretos inventa una mentira y difunde un extraño rumor en la escuela.[14][15]
- Jo Jae-yoon como Nam Cheol-woo, el jefe de la comisaría de policía de Deoksun, un hombre que rara vez tuvo suerte pero que obtiene un ascenso de alta velocidad.[16][17]

### Secundario
- Lee Deok-hwa como Bang Chil-sung, marido de Joo-ran, hombre acaudalado, propietario inmobiliario.[1][18]
- Yoon Tae-young como Kang Ki-tak, director ejecutivo de Taebaek Entertainment, a quien Yang Jin-mo mantiene bajo control. También fue jefe del Partido Central, un grupo de gánsteres con sede en Seúl.[19][20]
- Lee Eugene (Lee Yu-jin) como Han Chung-soo, el hermano menor de Mo-ne.[21][22]
- Kim Do-hoon como K, una figura misteriosa.[23]
- Ji Seung-hyun como Uhm Ji-man, un fiscal adjunto que tiene una clave importante en un caso enorme.[24][25]
- Jung Ra-el como Bang Da-mi / Lee Da-mi / Kang Da-mi, una estrella de la escuela y la mejor amiga de Mo-ne.[26]
- Min Young-ki como Lee Hwi-so, el padre adoptivo de Da-mi.[27]
- Kim Hyun como Yoon Ji-sook, la madre de Mo-ne, Kyung-soo y Chung-soo.[28]
- Kim Ki-doo como Joo Yong-joo, subordinado de Jin-mo.[29]
- Ahn Eun-ho como Hong Man-doo, subordinado de Jin-mo
- Lee Jung-hyun como Baek Ik-ho, el jefe en el centro de detención.[30]
- Eun Hae-sung como Han Kyung-soo, el hermano de mayor de Chung-soo y menor de Mo-ne, un hombre con una personalidad segura y una opinión fuerte.[31]
- Seo Young-hee como Park Nan-young, la madre adoptiva de Da-mi, cuya vida da un vuelco cuando aparece la madre de Da-mi.[32]
- Han Bo-reum como Noh Paeng-hee, propietario de un bar, capaz de arriesgarlo todo por la persona que ama.[33]
- Jung Da-eun como Song Ji-ah, amiga íntima de Mo-ne y miembro del G4, grupo que domina la escuela secundaria femenina de Myungjoo.[34][35]
- Uhm Ji-yoon como Wang Yoo-jin, una miembro del G4 en la escuela secundaria femenina de Myungjoo.
- Jang Ha-kyung como Kim So-yeon, una miembro del G4 en la escuela secundaria femenina de Myungjoo.
- Lee Boo-young como el director ejecutivo Hwang, secretario de Bang Chil-sung.[36]
- Im Sung-kyoon como Min Jae-hyuk, el hermano menor de Do-hyuk.
- Lee Jong-nam como Jung Mi-so, la madre de Do-hyuk y Jae-hyuk.
- Han Da-hee como Oh Hye-bin, la secretaria de Ra-hee.[37]
- Kim Dong-hyun.
- Yeom Ji-young.
- Lee Tae-bin.
- Park Jung-eon.
- Yuju (de Cherry Bullet) como Song Ji-sun / Michelle.[38]

### Apariciones especiales
- Danny Ahn (del grupo G.o.d.).[39]
- Handara (Na Hae-ryung) como Hong Sa-ra (ep. 2).[40]
- Kim So-yeon (ep. 9).[41]

## Producción
La serie está producida por Chorokbaem Media, y cuenta con un presupuesto de 46200 millones de wones. El 22 de septiembre de 2022 se confirmó el reparto de protagonistas y se anunció el comienzo del rodaje.
The Escape of the Seven constituye la tercera colaboración entre la guionista Kim Soon-ok y el director Jo Dong-min, después de La última emperatriz (2018) y The Penthouse (2020-21). Ella ha participado también en la creación de Pandora: Beneath the Paradise (2023), cuya guionista había sido su propia asistente; la crítica no ha dejado de señalar analogías en el tono, concepto y personajes entre estas dos últimas series y 7 Escape.
Por otra parte, la serie representa la vuelta a televisión de Hwang Jung-eum, dos años después de To All The Guys Who Loved Me, y su primer trabajo tras el nacimiento de su segundo hijo.
El 24 de febrero de 2023 fuentes de SBS anunciaron que se estaba preparando una segunda temporada de la serie. Ese mismo día Hwang Jung-eum publicó fotografías tomadas durante el rodaje junto con sus compañeras de reparto. La primera temporada se terminó de rodar el 6 de julio, y ese mismo mes comenzaron los preparativos para el rodaje de la segunda.

## Audiencia
| Temporada | Temporada | Episodio número | Episodio número | Episodio número | Episodio número | Episodio número | Episodio número | Episodio número | Episodio número | Episodio número | Episodio número | Episodio número | Episodio número | Episodio número | Episodio número | Episodio número | Episodio número | Episodio número | Promedio |
| Temporada | Temporada | 1               | 2               | 3               | 4               | 5               | 6               | 7               | 8               | 9               | 10              | 11              | 12              | 13              | 14              | 15              | 16              | 17              | Promedio |
| --------- | --------- | --------------- | --------------- | --------------- | --------------- | --------------- | --------------- | --------------- | --------------- | --------------- | --------------- | --------------- | --------------- | --------------- | --------------- | --------------- | --------------- | --------------- | -------- |
|           | 1         | 972             | 1183            | 1138            | 1310            | 1163            | 1374            | 1193            | 1145            | 1080            | 1120            | 975             | 1056            | 1337            | 1044            | 990             | 1025            | 1154            | 1133     |
|           | 2         | 831             | 617             | 732             | 534             | 548             | —               | 618             | —               | 593             | —               | 702             | 626             | 551             | 522             | 666             | 827             | —               | N/A      |

| Episodio | Fecha de emisión         | Índices de audiencia | Índices de audiencia | Índices de audiencia |
| Episodio | Fecha de emisión         | Nielsen Korea        | Nielsen Korea        | TNmS                 |
| Episodio | Fecha de emisión         | Nacional             | Seúl                 | Nacional             |
| --- | ------------------------ | -------------------- | -------------------- | -------------------- |
| 1 | 15 de septiembre de 2023 | 6,0 % (6.ª)          | 5,4 % (7.ª)          | 5,1 % (9.ª)          |
| 2 | 16 de septiembre de 2023 | 6,1 % (4.ª)          | 6,3 % (2.ª)          | 5,9 % (8.ª )         |
| 3 | 22 de septiembre de 2023 | 6,7 % (4.ª)          | 6,5 % (4.ª)          | 5,6 % (10.ª)         |
| 4 | 23 de septiembre de 2023 | 7,7 % (2.ª)          | 7,3 % (2.ª)          | 7,0 % (2.ª)          |
| 5 | 29 de septiembre de 2023 | 5,6 % (3.ª)          | 5,5 % (3.ª)          | ND                   |
| 6 | 30 de septiembre de 2023 | 7,3 % (2.ª)          | 7,0 % (2.ª)          | 6,4 % (2.ª)          |
| 7 | 13 de octubre de 2023    | 6,8 % (7.ª)          | 7,1 % (4.ª)          | 6,2 % (7.ª)          |
| 8 | 14 de octubre de 2023    | 6,5 % (4.ª)          | 6,5 % (3.ª)          | 6,7 % (3.ª)          |
| 9 | 20 de octubre de 2023    | 6,0 % (7.ª)          | 6,7 % (6.ª)          | 5,4 % (13.ª)         |
| 10 | 21 de octubre de 2023    | 5,7 % (5.ª)          | 5,9 % (4.ª)          | ND                   |
| 11 | 27 de octubre de 2023    | 5,3 % (9.ª)          | 5,3 % (7.ª)          | 4,8 % (11.ª)         |
| 12 | 28 de octubre de 2023    | 5,6 % (5.ª)          | 5,8 % (4.ª)          | ND                   |
| 13 | 3 de noviembre de 2023   | 7,2 % (4.ª)          | 7,4 % (3.ª)          | 5,9 % (9.ª)          |
| 14 | 4 de noviembre de 2023   | 5,6 % (5.ª)          | 5,7 % (5.ª)          | ND                   |
| 15 | 10 de noviembre de 2023  | 5,2 % (10.ª)         | 5,5 % (9.ª)          | 4,7 % (13.ª)         |
| 16 | 11 de noviembre de 2023  | 5,2 % (6.ª)          | 5,3 % (5.ª)          | ND                   |
| 17 | 17 de noviembre de 2023  | 6,6 % (7.ª)          | 7,3 % (5.ª)          | ND                   |
| Promedio | Promedio                 | 6,2 %                | 6,3 %                | —*                   |
| SEGUNDA TEMPORADA |                          |                      |                      |                      |
| Episodio | Fecha de emisión         | Nacional             | Seúl                 |                      |
| 1 | 29 de marzo de 2024      | 4,4 % (12.ª)         | 5,0 % (9.ª)          |                      |
| 2 | 30 de marzo de 2024      | 3,2 % (19.ª)         | 3,7 % (9.ª)          |                      |
| 3 | 6 de abril de 2024       | 3,8 % (14.ª)         | 4,5 % (12.ª)         |                      |
| 4 | 7 de abril de 2024       | 2,7 % (21.ª)         | 3,2 % (15.ª)         |                      |
| 5 | 13 de abril de 2024      | 3,1 % (17.ª)         | 3,4 % (14.ª)         |                      |
| 6 | 14 de abril de 2024      | 2,4 % (26.ª)         | 2,9 % (18.ª)         |                      |
| 7 | 20 de abril de 2024      | 3,3 % (16.ª)         | 3,7 % (14.ª)         |                      |
| 8 | 21 de abril de 2024      | 2,3 % (26.ª)         | 2,6 % (19.ª)         |                      |
| 9 | 27 de abril de 2024      | 3,8 % (13.ª)         | 4,4 % (10.ª)         |                      |
| 10 | 28 de abril de 2024      | 2,1 % (27.ª)         | 2,5 % (18.ª)         |                      |
| 11 | 4 de mayo de 2024        | 3,5 % (14.ª)         | 3,9 % (12.ª)         |                      |
| 12 | 5 de mayo de 2024        | 3,0 % (16.ª)         | 3,6 % (9.ª)          |                      |
| 13 | 11 de mayo de 2024       | 3,3 % (16.ª)         | 3,2 % (13.ª)         |                      |
| 14 | 12 de mayo de 2024       | 3,1 % (21.ª)         | 3,3 % (15.ª)         |                      |
| 15 | 17 de mayo de 2024       | 3,2 % (16.ª)         | 3,5 % (13.ª)         |                      |
| 16 | 18 de mayo de 2024       | 4,1% (10.ª)          | 4,5% (6.ª)           |                      |
| Promedio | Promedio                 | 3,2 %                | 3,9 %                |                      |
| - En la tabla superior, los números azules representan las calificaciones más bajas y los números rojos representan las más altas. - 'ND' indica que no se publicó el dato correspondiente. - (*) Se desconoce el promedio exacto porque no se publicaron los datos de algunos episodios. |                          |                      |                      |                      |

## Premios y nominaciones
| Año  | Premios           | Categoría                                                        | Candidato      | Resultado | Ref.   |
| ---- | ----------------- | ---------------------------------------------------------------- | -------------- | --------- | ------ |
| 2023 | Premios SBS Drama | Premio a la excelencia, actor de miniserie drama de acción       | Lee Joon       | Ganador   | [ 54 ] |
| 2023 | Premios SBS Drama | Premio a la excelencia, actriz de miniserie drama de acción      | Lee Yu-bi      | Ganadora  | [ 54 ] |
| 2023 | Premios SBS Drama | Mejor actor revelación                                           | Kim Do-hoon    | Ganador   | [ 54 ] |
| 2023 | Premios SBS Drama | Premio a la gran excelencia, actor de miniserie drama de acción  | Um Ki-joon     | Nominado  | [ 55 ] |
| 2023 | Premios SBS Drama | Premio a la gran excelencia, actriz de miniserie drama de acción | Hwang Jung-eum | Nominada  | [ 55 ] |
| 2023 | Premios SBS Drama | Mejor interpretación de reparto en una miniserie drama de acción | Yoon Tae-young | Nominado  | [ 56 ] |
| 2023 | Premios SBS Drama | Premio a la excelencia, actriz de miniserie drama de acción      | Jo Yoon-hee    | Nominada  | [ 57 ] |